# America: vero o falso?
America: vero o falso? (America: Facts vs. Fiction) è un programma televisivo statunitense. In Italia è andato in onda in chiaro su Focus nel corso del 2015.

## Episodi

### Prima stagione
| nº | Titolo italiano                               | Prima TV Italia |
| -- | --------------------------------------------- | --------------- |
| 1  | La cavalcata di Paul Revere                   | 20 Maggio 2015  |
| 2  | Il Giorno del Ringraziamento                  | 20 Maggio 2015  |
| 3  | Hallowen ed Edagar Allan Poe                  | 27 Maggio 2015  |
| 4  | Lo Sbarco sulla Luna e l'aereo dei presidenti | 27 Maggio 2015  |
| 5  | Thomas Edison ed Benjamin Franklin            | 10 giugno 2015  |
| 6  | presidenti americani                          |                 |
| 7  | Colombo e Cortes                              |                 |
| 8  | ponte di Brooklyn e route 66                  |                 |